# Maurice Censer
Maurice Censer (també Marcel Censer ; 20 de setembre de 1889 - 10 de desembre de 1956) va ser un jugador d'escacs belga.

## Biografia
Maurice Censer va ser un dels principals jugadors d'escacs de Bèlgica des de finals de la dècada de 1910 fins a finals de la dècada de 1920. El 1918, a Scheveningen va compartir el 3r - 4t lloc al Torneig Internacional d'Escacs. L'any 1927, a Gant, Maurice Censer va assolir el 3r lloc al campionat belga d'escacs.
Maurice Censer va jugar representant Bèlgica a l'Olimpíada d'escacs:
- El 1927, al quart tauler de la 1a Olimpíada d'escacs de Londres (+2, =4, -9).